# 스틸리언
스틸리언(STEALIEN)은 2015년에 설립된 사이버 보안 기업이다. STEALIEN에는 '외계인의 기술을 훔치는 회사(We STEAL ALIEN Technology)'라는 의미가 담겨 있다. 글로벌 최고 수준의 화이트 해커들로 구성되어있다. 주 사업분야는 모바일 앱 보안 솔루션 앱수트, 해커 관점의 보안 컨설팅, 해킹 및 보안 기술 R&D 등이다.

## 연혁
- 2015년 2월 주식회사 스틸리언 창립
- 2015년 6월 기업부설 연구소 설립
- 2015년 9월 벤처기업 등록
- 2016년 11월 정보보호산업발전 공로 미래부장관 표창장 수상
- 2016년 12월 한국정보보호산업협회 올해의 스타트업상 수상
- 2017년 6월 우수벤처기업 지속성장부문 선정
- 2017년 7월 앱수트(AppSuit) GS(Good Software)인증 1등급 획득[1]
- 2018년 4월 고용노동부 주관 강소기업 선정
- 2018년 7월 앱수트(AOS/iOS) 특허 등록 (총 5건)
- 2018년 12월 한국정보통신기술협회 SW 품질대상 최우수상[2]
- 2018년 12월 인재육성형 중소기업 선정
- 2019년 1월 고용노동부 주관 청년친화 강소기업 선정
- 2019년 5월 중소벤처기업부 경영혁신형 중소기업(Main-BIz) 선정
- 2019년 5월 중소벤처기업부 기술혁신형 중소기업(Inno-Biz) 선정
- 2019년 7월 SW 저작권 등록
- 2020년 1월 앱수트 키패드(AppSuit Keypad) GS(Good Software)인증 1등급 획득[3]
- 2021년 1월 고용노동부 주관 청년친화 강소기업 선정
- 2021년 1월 서울산업진흥원 하이서울 기업 인증
- 2021년 4월 앱수트AV(AppSuit AV) 앱수트WBC(AppSuit WBC) GS(Good Software)인증 1등급 획득
- 2021년 8월 인재육성형 중소기업 선정
- 2021년 11월 제8회 행복한 중기경영대상 대상(개인부문) 수상
- 2021년 12월 과학기술정보통신부·한국인터넷진흥원 '우수 정보보호 제품' 선정
- 2021년 12월 과학기술정보통신부 '우수 기업연구소' 지정
- 2022년 1월 고용노동부 주관 청년친화강소기업 선정
- 2022년 3월 英파이낸셜 타임즈 '아시아 태평양 고성장 기업' 선정
- 2022년 9월 벤처기업협회 '2022 우수벤처기업' 일자리 부문 선정
- 2022년 11월 앱수트 Anti-Capture GS인증 1등급 획득
- 2023년 02월 SW고성장클럽 재선정
- 2023년 03월 英파이낸셜 타임즈 '아시아 태평양 고성장 기업' 2년 연속 선정
- 2023년 06월 앱수트 신버전 GS인증 1등급 획득
- 2023년 12월 SW고성장클럽 최우수기업 선정 및 장관상 수상

## 주요 제품
앱수트(AppSuit)시리즈
- 앱수트 프리미엄(AppSuit Premium):  앱 보안 솔루션
- 앱수트 키패드(AppSuit Keypad):  가상 키패드 보안 솔루션
- 앱수트 안티바이러스(AppSuit AV):  앱 백신 솔루션
- 앱수트 리모트블록(AppSuit RemoteBlock): 원격제어 탐지 솔루션
- 앱수트 VPN블록(AppSuit VPNBlock): VPN 탐지 솔루션
- 앱수트 매크로블록(AppSuit MacroBlock): 매크로 탐지 솔루션
- 앱수트 안티-캡쳐(AppSuit Anti-Capture): 화면 복제 방지솔루션
- 앱수트 유닛(AppSuit Unit):  앱 라이브러리 보안 솔루션
- 앱수트 하이브리드(AppSuit Hybrid): 하이브리드 앱 보안 솔루션
- 앱수트 레이더(AppSuit Radar):  앱 위협 모니터링 솔루션

Cyber Drill System
- 커리큘럼을 자유롭게 구성하여 실제와 유사한 해킹 환경에서 실습할 수 있는 사이버 해킹 훈련 시스템

## 주요 서비스
- 모의해킹 및 보안컨설팅

-  국내외 주요 해킹 대회에서 우승 및 입상 경력을 가진 전문 해커들이 공격자 관점에서 보안 컨설팅을 수행
- R&D

-  국가 및 연구소에서 필요로 하는 고도화된 해킹/보안 기술 개발